# قائمة خانقاوات القاهرة القديمة

## القائمة
| الاسم                           | صورة | المؤسس | التاريخ | ملاحظات |
| ------------------------------- | ---- | ------ | ------- | ------- |
| خانقاه سعيد السعداء             |      |        |         |         |
| الخانقاه البندقدارية            |      |        |         |         |
| خانقاه الظاهر برقوق             |      |        |         |         |
| خانقاه الناصر برقوق             |      |        |         |         |
| خانقاه زين الدين يحيى           |      |        |         |         |
| زاوية وخانقاه ايدكين البندقداري |      |        |         |         |
| خانقاه سعد الدين بن غراب        |      |        |         |         |
| خانقاه بيبرس الجاشنكير          |      |        |         |         |
| خانقاه وقبة الأمير شيخو         |      |        |         |         |